# Антоніус фон Тома
Антоніус фон Тома (нім. Antonius von Thoma; 1 березня 1829 — 24 листопада 1897) — єпископ, а потім архієпископ Мюнхенський і Фрайзінгський з 1889 року до своєї смерті в 1897 році.

## Біографія
Тома був висвячений на священика 29 червня 1853 року в архієпархії Мюнхен і Фрайзінг у 24-річному віці. Його посвятителем був архієпископ Антоніус фон Штейхель.
24 березня 1889 року, у віці 60 років, він був призначений єпископом Пассау і конфірмований через два місяці, а остаточно висвячений 28 липня 1889 року.
23 жовтня 1889 року, у віці 60 років, він був призначений архієпископом Мюнхенської та Фрайзінгської архиєпархії, затверджений через два місяці і призначений 21 квітня 1890 року.
24 листопада 1897 року у віці 68 років помер у Мюнхені. Він був священиком 44 роки і єпископом 8 років.